# Freaky Siren
Freaky Siren, справжнє ім'я Карина Балашова (нар. 1 березня 2003, Дніпро, Україна) — українська артистка, TikTok-блогерка і співачка. Півфіналістка шоу «Голос країни 10» та учасниця шоу «Співають всі».

## Біографія
Карина Балашова народилася в Дніпрі, Україна, у 2003 році.
У 17 років почала писати та випускати свої перші треки. Ці пісні вийшли під іншою назвою і належать продюсерам, з якими вона припинила співпрацю у 2021 році.
У 2020 році Карина Балашова взяла участь у шоу «Голос країни 10», покинувши проєкт на стадії «нокауту», отримавши високу оцінку виступу від членів журі.
Freaky Siren дебютувала в лютому 2023 року з піснею «Залежна» про її перше кохання. У травні 2023 року вона випустила пісню «Не соромно» про свободу та вірність собі. Разом з тим вона підписала контракт з лейблом BlackBeats, який розповсюджує її музику.
В той самий час Freaky Siren співпрацювала з Tricky Nicki над треком «OK», додавши характерну мелодійність.
24 серпня 2023 року виконавиця Freaky Siren опублікувала в TikTok нове відео, в якому виконала українською мовою хіт «Paint The Town Red» американської реперки Doja Cat. Відео швидко стало вірусним і стало хітом на платформі TikTok, для україномовної версії було зроблено понад 30 тисяч роликів. Так, 12 вересня на стрімінгових сервісах з'явилася повна версія пісні Demon.
У листопаді Freaky Siren була номінована на MEGOGO Music Awards, визнавши її претенденткою на звання хіп-хоп артистки року.
У лютому 2024 року Freaky Siren мала виступити на першому концерті в Києві. У березні 2024 року Freaky Siren випустила сингл «Nahiba».